# ایزینگتون کالیری
ایزینگتون کالیری (به انگلیسی: Easington Colliery) یک روستا و محله مدنی در بریتانیا است که در County Durham واقع شده‌است. ایزینگتون کالیری ۵٬۰۲۲ نفر جمعیت دارد.